# Bhadrapur
Bhadrapur (in nepalese भद्रपुर नगरपालिका) è una municipalità del Nepal, capoluogo del distretto di Jhapa.